# Lucien Radoux
Lucien Radoux (ur. 18 lipca 1921 r. w Brukseli, zm. 24 grudnia 1985 r.) – belgijski polityk.
Członek partii socjalistycznej. Członek Parlamentu Europejskiego od 1962 r. do 1965 r., a następnie nieprzerwanie od 1968 r. do 1984 r.
W latach 1971-1976 był wiceprzewodniczącym Europejskiej Grupy Socjalistycznej. W 1979 r. został wybrany na posła pierwszej kadencji Parlamentu Europejskiego.

## Życiorys
Podczas drugiej wojny światowej Radoux odegrał aktywną rolę w zbrojnym ruchu oporu. Po wojnie był urzędnikiem gabinetu socjalistycznych ministrów, przede wszystkim Paula-Henri Spaaka, dla którego pełnił funkcję prywatnego sekretarza i lojalnego zwolennika. W partii socjalistycznej znalazł się wśród "rzeczników".
W 1958 r. Został wybrany na przedstawiciela BSP (Belgijskiej Partii Socjalistycznej) w okręgu Brukseli, mandat ten sprawował do 1979 r. Następnie reprezentował Partię Socjalistyczną, z ramienia której zasiadał także w Radzie kultury we Francuskiej Wspólnocie Kultury.
Był także członkiem Zgromadzenia Unii Zachodnioeuropejskiej (UZE), Zgromadzenia Parlamentarnego Rady Europy (1965-1968), Europejskiego Zgromadzenia Parlamentarnego, później Parlamentu Europejskiego (1962-1965 i 1968-1984) i Zgromadzenia Parlamentarnego NATO. Na początku lat siedemdziesiątych był przewodniczącym brukselskiego biura łącznikowego socjalistycznych partii pierwszych sześciu krajów EWG.
W 1979 r. Został wybrany na posła do Parlamentu Europejskiego w pierwszym bezpośrednio wybieranym parlamencie i pozostał tam do 1984 r. W latach 1983–1984 był przewodniczącym delegacji ds. Stosunków z krajami Europy Wschodniej.
Radoux był współzałożycielem Atlantic Institute (1961 r.). Pełnił również funkcję zastępcy dyrektora Domu Europy w Brukseli